# 38976 Taeve
38976 Taeve è un asteroide della fascia principale. Scoperto nel 2000, presenta un'orbita caratterizzata da un semiasse maggiore pari a 2,4537115 UA e da un'eccentricità di 0,1008653, inclinata di 5,01137° rispetto all'eclittica.